# Ryszard Pospieszyński
 Ryszard Jan Pospieszyński  (ur. 23 czerwca 1925 w Łodzi, zm. 9 maja 2019 w Warszawie) – inżynier, nawigator, były ambasador Polski w Pakistanie, kapitan żeglugi wielkiej, podporucznik Marynarki Wojennej, prezydent XIII Sesji Międzynarodowej Organizacji Morskiej w Londynie, przewodniczący Związku Armatorów Polskich, podsekretarz stanu i zastępca ministra w Urzędzie Gospodarki Morskiej, poseł na Sejm PRL III, IV i V kadencji. Działacz gospodarczy i związkowy. Honorowy członek Polskiego Związku Żeglarskiego.

## Życiorys
Syn Romana i Lucyny. W latach 1939–1940 pracował w firmie budowlanej w Piotrkowie Trybunalskim, jako goniec, następnie w latach 1940–1942 robotnik w tamtejszych zakładach drzewnych. W okresie 1942–1945 praktykant w żyrardowskiej firmie A. Hegeman. W czasie okupacji niemieckiej uczestniczył w walkach zbrojnych w szeregach Armii Krajowej. Absolwent pierwszego rocznika Wyższej Szkoły Morskiej w Gdyni, Państwowej Szkoły Morskiej Gdynia–Szczecin. Podporucznik Marynarki Wojennej. W latach 1947–1959 przeszedł wszystkie szczeble kariery morskiej na statkach Gdynia–Ameryka Linie Żeglugowe, Polskich Linii Oceanicznych, Polskiej Żeglugi Morskiej i Chipolbrok, od asystenta do dowódcy statków włącznie. W 1958 przewodniczył delegacji rządowej na Morskiej Sesji Międzynarodowej Organizacji Pracy w Genewie. W 1959 został przewodniczącym zarządu głównego Związku Zawodowego Marynarzy i Portowców. 
W 1946 wstąpił do Polskiej Partii Robotniczej, z którą w 1948 przystąpił do Polskiej Zjednoczonej Partii Robotniczej. W PZPR pełnił role członka (1959–1968) i członka plenum (1970–1975) Komitetu Wojewódzkiego w Gdańsku, członka egzekutywy podstawowej organizacji partyjnej w Centralnej Rady Związków Zawodowych (1970–1975), członka zespołu do spraw Propagandy za Granicą Komitetu Centralnego (1972–1975). Zasiadał w prezydium Centralnej Rady Związków Zawodowych, był delegatem na III, IV i V Zjazd PZPR. Od 1961 do 1972 z ramienia PZPR pełnił mandat posła (do 1969 z okręgu gdyńskiego, a następnie z gdańskiego). Pełnił funkcję przewodniczącego sejmowej Komisji Gospodarki Morskiej i Żeglugi. Był także podsekretarzem stanu oraz pierwszym zastępcą ministra w Urzędzie Gospodarki Morskiej. W Ministerstwie Handlu Zagranicznego był dyrektorem departamentu żeglugi i transportu.
Na Konferencji Organizacji Narodów Zjednoczonych w Montego Bay przewodniczył polskiej delegacji oraz brał udział w uchwaleniu nowego prawo morza. Reprezentant polskiego udziałowca w chińsko-polskiej spółce żeglugowej Chipolbrok Wiceprzewodniczący sesji rybackiej Organizacji Narodów Zjednoczonych do spraw Wyżywienia i Rolnictwa w Rzymie. Uczestniczył w Konferencji Okrągłego Stołu Polsko-Brytyjskiego w Ditchley Park, w Wilton oraz w Warszawie. Pełnił funkcję współprzewodniczącego polsko-szwedzkich Konferencji Okrągłego Stołu w Kołobrzegu, Gdańsku i Sztokholmie. Od 1976 do 1979 sprawował stanowisko ambasadora PRL w Pakistanie. Był jednym z założycieli i wiceprezesem rady udziałowców polsko-szwedzkiej spółki maklerskiej GAC Poland w Szczecinie.
Zainicjował założenie pierwszego polskiego banku prywatnego, Banku Inicjatyw Gospodarczych, w 1989, oraz następnie był jego sekretarzem oraz wiceprzewodniczącym rady nadzorczej. Funkcję pełnił także po fuzji z Bankiem Gdańskim i powstaniu BIG Banku Gdańskiego oraz po zmianie nazwy na Bank Millennium. Po zakończeniu kariery w sektorze publicznym rozpoczął działania w bankowości. 
Pochowany 16 maja 2019 na Cmentarzu Komunalnym Południowym w Warszawie.
Ryszard Jan Pospieszyński był ojcem Ryszarda Pospieszyńskiego (byłego członka Rady Nadzorczej Polskiej Telefonii Cyfrowej, potem prezesa Incecntive Solutions) oraz dziadkiem Macieja Pospieszyńskiego, który w 2012 i 2014 zostawał mistrzem świata w akrobacji szybowcowej.

## Odznaczenia
- Krzyż Komandorski Orderu Odrodzenia Polski
- Krzyż Partyzancki
- Krzyż Armii Krajowej
- Odznaka 1000-lecia Państwa Polskiego (1966)[3]
- Odznaka honorowa „Za zasługi dla bankowości Rzeczypospolitej Polskiej”[4]
- Odznaka honorowa Związku Banków Polskich[4]
- Złota honorowa odznaka Związku Zawodowego Chemików (1972)[5]
- Medal „20-lecia Światowej Rady Pokoju” (1969)[6]
- Order Sztandaru Pracy I klasy (NRD, 1986)[7]

## Publikacje
- Połamanym farwatrem: monografia rocznika 1945–1948 Państwowej Szkoły Morskiej w Gdyni i Szczecinie[8]
- Za widnokręgiem[9]. Tom 8 z Księgi Floty Ojczystej
- Morskie sprawy Polaków[10][11]